# Liste der Biografien/Mef
Liste der Biografien |
Portal Biografien |
Personensuche
# |
A |
B |
C |
D |
E |
F |
G |
H |
I |
J |
K |
L |
M |
N |
O |
P |
Q |
R |
S |
T |
U |
V |
W |
X |
Y |
Z |
?
 
Ma |
Mb |
Mc |
Md |
Me |
Mf |
Mg |
Mh |
Mi |
Mj |
Mk |
Ml |
Mm |
Mn |
Mo |
Mp |
Mq |
Mr |
Ms |
Mt |
Mu |
Mv |
Mw |
Mx |
My |
Mz
 
Mea–Mee |
Mef |
Meg |
Meh |
Mei |
Mej |
Mek |
Mel |
Mem |
Men |
Meo |
Mep |
Mer |
Mes |
Met |
Meu |
Mev |
Mew |
Mex |
Mey |
Mez
Die Liste der Biografien führt alle Personen auf, die in der deutschsprachigen Wikipedia einen Artikel haben. Dieses ist eine Teilliste mit 20 Einträgen von Personen, deren Namen mit den Buchstaben „Mef“ beginnt.

## Mef

### Mefa
- Mefan, Sophie (* 1995), deutsche Sängerin, Schauspielerin und Musicaldarstellerin
- Méfano, Paul (1937–2020), französischer Komponist und Musikpädagoge

### Meff
- Mefferdatis, Laurenz (1677–1748), deutscher Baumeister
- Meffert, Barbara (1937–2014), deutsche Fotografin
- Meffert, Beate (* 1947), deutsche Informatikerin
- Meffert, Dominik (* 1981), deutscher Tennisspieler
- Meffert, Ekkehard (1940–2010), deutscher Geograph
- Meffert, Franz (1868–1944), deutscher katholischer Theologe
- Meffert, Heribert (* 1937), deutscher BetriebswirtHeribert Meffert (* 1937)

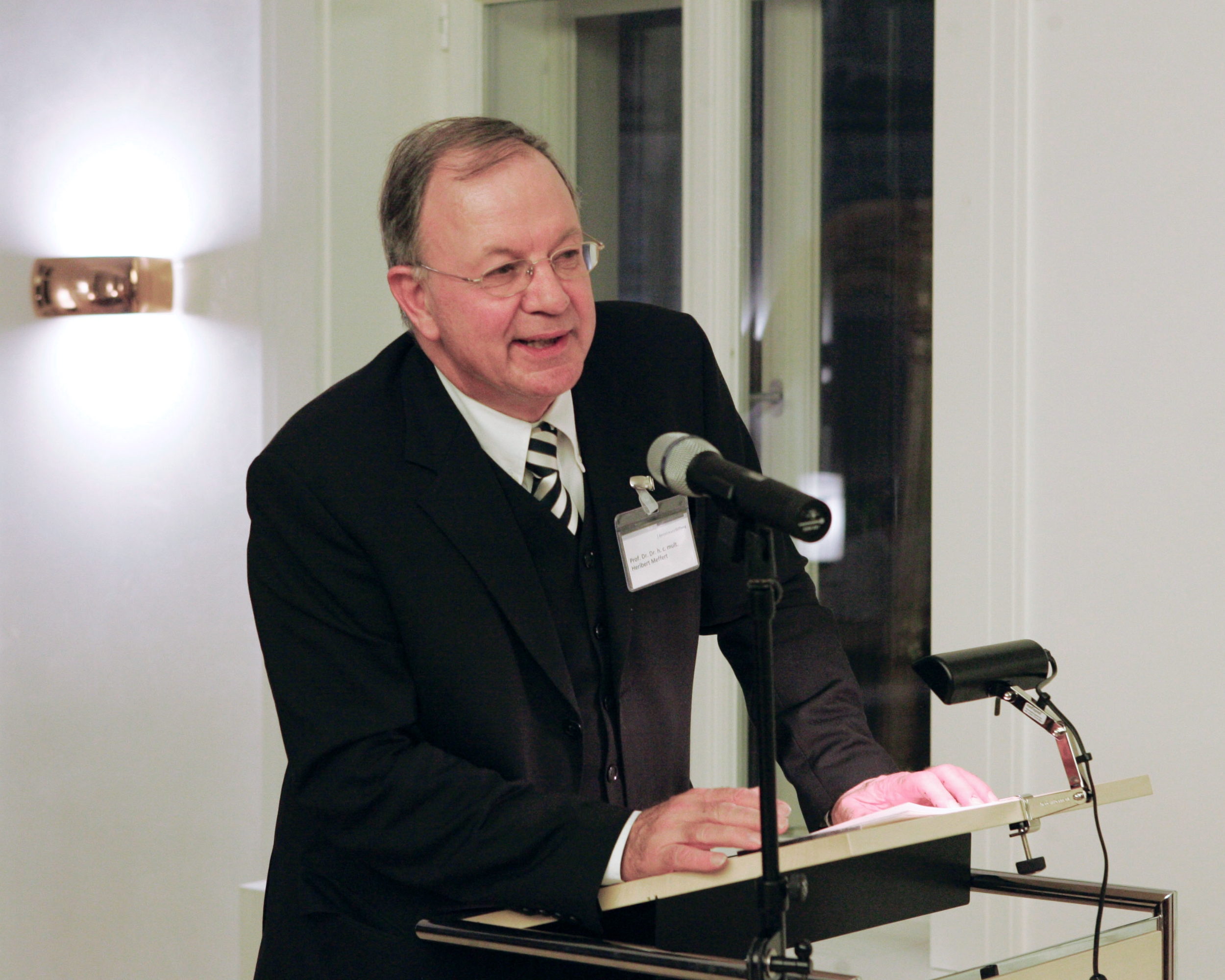
Heribert Meffert (* 1937)

- Meffert, Jonas (* 1994), deutscher Fußballspieler
- Meffert, Jürgen, deutscher Manager
- Meffert, Karen (1927–2010), Schweizer Radio- und Fernsehmoderatorin
- Meffert, Otto (1879–1970), deutscher Architekt, Stadtplaner und kommunaler Baubeamter
- Meffert, Paul (1880–1965), deutscher Schauspieler und Theaterregisseur
- Meffire, Samuel (* 1970), deutscher Polizeibeamter und Autor
- Meffle, Arnulf (* 1957), deutscher Handballspieler
- Meffometou, Claudine (* 1990), kamerunische Fußballspielerin
- Meffre, Armand (1929–2009), französischer Schauspieler und Dramatiker

### Mefj
- Mefjus (* 1988), österreichischer Drum-and-Bass-Produzent

### Meft
- Meftachetdinowa, Zemfira (* 1963), aserbaidschanische Sportschützin und Olympiasiegerin